# Romina Masolini
Romina Masolini (* 4. November 1976 in Morbegno) ist eine ehemalige italienische Snowboarderin. Sie startete in der Halfpipe.

## Werdegang
Masolini nahm im März 1997 in Olang erstmals am Snowboard-Weltcup der FIS teil, wobei sie auf den 14. Platz errang. In der Saison 2000/01 erreichte sie mit Platz neun in Berchtesgaden ihre erste Top-Zehn-Platzierung im Weltcup und belegte bei den Snowboard-Weltmeisterschaften 2001 in Madonna di Campiglio, den achten Rang. In der folgenden Saison kam sie im Weltcup dreimal unter die ersten Zehn und erreichte mit dem 12. Platz im Halfpipe-Weltcup ihr bestes Gesamtergebnis. Im Jahr 2003 wurde sie italienische Meisterin in der Halfpipe und bei den Snowboard-Weltmeisterschaften 2003 am Kreischberg Fünfte. In der Saison 2003/04 belegte sie mit drei Top-Zehn-Platzierungen den 13. Platz im Halfpipe-Weltcup. Dabei errang sie mit Platz vier im Stoneham ihre beste Platzierung im Weltcup. Zudem holte sie in Piancavallo ihren einzigen Sieg im Europacup. Bei den Snowboard-Weltmeisterschaften 2005 in Whistler kam sie auf den 29. Platz und bei den Olympischen Winterspielen 2006 in Turin auf den 25. Rang. Ihren 37. und damit letzten Weltcup absolvierte sie im März 2006 in Furano, welchen sie auf dem fünften Platz beendete.

## Teilnahmen an Weltmeisterschaften und Olympischen Winterspielen

### Olympische Winterspiele
- 2006 Turin: 25. Platz Halfpipe

### Snowboard-Weltmeisterschaften
- 2001 Madonna di Campiglio: 8. Platz Halfpipe
- 2003 Kreischberg: 5. Platz Halfpipe
- 2005 Whistler: 29. Platz Halfpipe

## Weltcup-Gesamtplatzierungen
| Saison  | Gesamt | Gesamt | Halfpipe | Halfpipe |
| Saison  | Punkte | Platz  | Punkte   | Platz    |
| ------- | ------ | ------ | -------- | -------- |
| 1996/97 | 30     | 125.   | 180      | 61.      |
| 1997/98 | 13     | 127.   | 106      | 73.      |
| 2000/01 | -      | -      | 440      | 42.      |
| 2001/02 | -      | -      | 1732     | 12.      |
| 2003/04 | -      | -      | 1785     | 13.      |
| 2004/05 | -      | -      | 695      | 26.      |
| 2005/06 | 1480   | 55.    | 1480     | 18.      |